# Coregonus fontanae
Coregonus fontanae (лат.) — вид пресноводных рыб из семейства лососёвых (Salmonidae). Эндемик озера Гросер-Штехлинзе на севере Германии.
Длина тела 10—12 см, продолжительность жизни 4—5 лет. Рыба держится в прохладной воде на глубине ниже 20 м и питается жаброногими и веслоногими ракообразными. Своё научное название сиг получил в честь писателя Теодора Фонтане, который описал окрестности озера Штехлин в одноимённом романе.
Этот вид возник в соответствии с историей возникновения озера только по окончании последней ледниковой эпохи, то есть менее 12 000 лет назад. Речь идёт об относительно коротком эволюционном периоде видообразования. Причём это произошло без географической изоляции, так как ряпушка, от которой, очевидно, откололся данный вид, обитал и обитает до сих пор в том же озере.
Coregonus fontanae встречается только в озере Гросер-Штехлинзе, и вместе с двенадцатью другими видами рыб относится к встречающимся исключительно, либо преимущественно в Германии.